# Diocèse épiscopalien de New York
Ne doit pas être confondu avec Archidiocèse de New York (catholique).
Le diocèse de New York est l'un des 100 diocèses que compte l'Église épiscopalienne des États-Unis.
Son siège se trouve dans l'avenue d'Amsterdam près de la cathédrale Saint-Jean le Divin à New York, et couvre notamment : Manhattan, le Bronx et Staten Island à New York City, ainsi que les comtés du sud de l’État de New York comme : Westchester, Rockland, Dutchess, Orange, Putnam, Sullivan et Ulster.

## Personnalités liées au diocèse
Samuel Provoost (1742-1815) est consacré évêque du diocèse de New-York en 1787. Il est nommé aumônier du sénat en 1789.

### Articles liés
- Liste des juridictions catholiques aux États-Unis
- Église catholique aux États-Unis